# Nikolai Maximowitsch Günter
Nikolai Maximowitsch Günter (russisch Николай Максимович Гюнтер; * 5. Dezemberjul. / 17. Dezember 1871greg. in Sankt Petersburg; † 4. Mai 1941 ebenda) war ein sowjetischer Mathematiker.

## Leben
Günter studierte an der Universität Sankt Petersburg, wo er 1894 seinen Abschluss machte und 1915 bei Alexander Nikolajewitsch Korkin promovierte (über die Theorie der Charakteristiken von Systemen partieller Differentialgleichungen). Er wurde Professor an der Universität Leningrad und spielte im mathematischen Leben von Leningrad eine führende Rolle. Von 1923 bis 1930 war er Präsident der Leningrader Mathematischen Gesellschaft. 1931 wurde er Opfer einer politischen Kampagne. Ihm wurde Idealismus und konservatives mathematisches Denken vorgeworfen und er wurde als Vorstand der mathematischen Fakultät zum Rücktritt gezwungen. Im Zentrum der Angriffe stand der Mathematikdozent L. A. Leifert, der als Mathematiker zwar völlig unbedeutend war, aber Anfang der 1930er Jahre vorübergehend einflussreich war mit einer Kampagne für eine marxistische Interpretation der Mathematik. Es gelang ihm die Aktivitäten der von Günter geleiteten Leningrader Mathematischen Gesellschaft zum Erliegen zu bringen zugunsten seiner Gesellschaft materialistischer Mathematiker. Bald erwies sich seine Kampagne als fruchtloser Irrweg und 1932 wurde Leifert seiner Ämter enthoben und nach Rostow am Don abgeschoben. Bedeutende Mathematiker in Leningrad gaben aber zuvor seiner politischen Kampagne nach und seine Deklaration wurde neben anderen von Fichtenholz (der mit Günter vorher eines der Hauptziele von Leiferts Kampagne war), Kantorowitsch, Winogradow und Delone unterschrieben. Günters Schüler Sobolew und Smirnow unterschrieben nicht.
Günter befasste sich vor allem mit gewöhnlichen Differentialgleichungen, Potentialtheorie und mathematischer Physik, zum Beispiel im Bereich der Hydrodynamik. Bekannt ist er für eine Aufgabensammlung zur Mathematik (1909), die später von Kusmin überarbeitet wurde.
Zu seinen Doktoranden zählen Sergei Lwowitsch Sobolew und Solomon Grigorjewitsch Michlin.
Er war seit 1924 korrespondierendes Mitglied der Akademie der Wissenschaften der UdSSR.

## Schriften
- mit R. O. Kusmin: Aufgabensammlung zur Höheren Mathematik. 2 Bände (= Hochschulbücher für Mathematik. Bd. 32 und 33). Deutscher Verlag der Wissenschaften, Berlin 1957.

## Verweise
1. ↑  Nikolai Maximowitsch Günter im Mathematics Genealogy Project (englisch)  abgerufen am 20. April 2024.
2. ↑  Kutateladze Sobolev of the Euler School, Preprint 2009, PDF-Datei
3. ↑  G. G. Lorentz Mathematics and Politics in the Soviet Union from 1928 to 1953, J. Approx. Theory, 116, 2002, 169-223.
4. ↑  О задачнике Н. М. Гюнтера и Р. О. Кузьмина (Memento vom 13. April 2014 im Internet Archive) – Geschichte der Aufgabensammlung (russisch).

| Personendaten    | Personendaten                                                      |
| ---------------- | ------------------------------------------------------------------ |
| NAME             | Günter, Nikolai Maximowitsch                                       |
| ALTERNATIVNAMEN  | Gjunter, Nikolaj Maksimowič; Гюнтер, Николай Максимович (russisch) |
| KURZBESCHREIBUNG | sowjetischer Mathematiker                                          |
| GEBURTSDATUM     | 17. Dezember 1871                                                  |
| GEBURTSORT       | Sankt Petersburg                                                   |
| STERBEDATUM      | 4. Mai 1941                                                        |
| STERBEORT        | Leningrad                                                          |